# 93061 Barbagallo
93061 Barbagallo este un asteroid din centura principală de asteroizi.

## Descriere
93061 Barbagallo este un asteroid din centura principală de asteroizi. A fost descoperit pe 23 septembrie 2000 la Observatorul San Vittore din Bologna. Asteroidul prezintă o orbită caracterizată de o semiaxă mare de 2,58 ua, o excentricitate de 0,12 și o înclinație de 10,3° în raport cu ecliptica.